# Dziewczyny (album Oxy.gen)
„Dziewczyny” – drugi album trójmiejskiej formacji Oxy.gen. Ukazał się 30 czerwca 2008 jedynie w formie elektronicznej, do bezpłatnego pobrania z oficjalnej strony zespołu.

## Lista utworów
1. „Shannon” (Runner) – 3:43
2. „Yvett” (Blisko jest gdzieś za daleko) – 3:16
3. „Violet” (Słyszałem jak to było) – 3:33
4. „Tshiara” (Pod białym parasolem) – 5:23
5. „Sou” (Tylko z powrotem) – 4:31
6. „Banshee” (Jesteś, żebym był) – 3:32
7. „Nadeen” (Bez słów) – 2:26
8. „Nobody's model” – 4:50
9. „Lucid” (Dictionary) – 3:40
10. „Joe” (Pusto aż po brzeg) – 4:27
11. „Angel” (Koniec historii o miłości) – 3:46
12. „Angela” (Gdybym wiedział, że istniejesz) – 4:25

## Twórcy
W tworzeniu płyty brał udział zespół w składzie: 
- Paweł Herbasch
- Wojtek Wysocki
- Rafał Rachowski
- Arek Litkowiec
- Artur Czaiński

Gościnnie w nagraniach wystąpili
- Sokół (wokal w utworze „Angela”)
- Karolina Kozak (wokal w „Nobody's model”)
- Jacek Kulesza
- Damian Pielka
- Jarosław Treliński
- Przemysław Rozenek (teksty piosenek)